# Requiem (WA Mozart)
Requiemmässa i d-moll (K. 626) av Wolfgang Amadeus Mozart komponerades år 1791. Även om bara två tredjedelar stammar från Mozarts penna är det ett av hans mest kända och beundrade verk. Idag finns det flera färdigställda versioner av olika tonsättare. Den mest kända av dessa är Franz Xaver Süßmayrs version.
Omständigheterna runt verkets tillblivelse och kvaliteten på de påföljande satserna har gett upphov till häftiga diskussioner över lång tid. De ovanliga omständigheterna runt kompositionsuppdraget och den tidsmässiga närheten mellan denna själamässa och Mozarts tidiga död har gett upphov till en frodig mytbildning.

Mozart dog medan han komponerade verket, men då det rörde sig om ett beställningsverk fullföljdes arbetet av två av Mozarts elever, på uppdrag av hans änka Constanze.
Egenhändigt fullföljde Mozart de två första satserna. I satserna tre till sju har han skrivit vokalstämmorna, baslinjen och angett rytmisk figuration för orkestern.
Endast de åtta första takterna av körstämman från Lacrimosa är bevarade från Mozarts hand. Dessa och resten av satsen blev instrumenterade och fullföljda av Mozarts elev Franz Xaver Süßmayr, med ett litet bidrag av Joseph Eybler.
Sats nio och tio är som tre till sju, instrumenterade av Süßmayr. Sats elva till tretton är egenhändigt komponerade av Süßmayr.
I den avslutande satsen har Süßmayr använt delar av första satsen, och hela andra satsen, endast med justeringar for skillnader i texten.

## Orkesterbesättning
- 2 bassetthorn i F
- 2 fagotter
- 2 trumpeter i D
- 3 tromboner (alt, tenor och bas)
- timpani
- violin I
- violin II
- viola
- basso continuo

## Vokalbesättning
- Solister: sopran, alt, tenor, och bas
- Blandad kör

## Struktur
Requiet är uppdelat i fjorton satser.
- I. Introitus: Requiem aeternam (kör och sopransolo)
- II. Kyrie eleison (kör)
- III. Sequentia
  - Dies irae (kör)
  - Tuba mirum (sopran-, alt-, tenor- och bassolo)
  - Rex tremendae majestatis (kör)
  - Recordare, Jesu pie (sopran-, alt-, tenor- och bassolo)
  - Confutatis maledictis (kör)
  - Lacrimosa dies illa (kör)
- IV. Offertorium
  - Domine Jesu Christe (kör och solokvartett)
  - Versus: Hostias et preces (kör)
- V. Sanctus
  - Sanctus Dominus Deus Sabaoth (kör)
  - Benedictus (solokvartett och kör)
- VI. Agnus Dei (kör)
- VII. Communio
  - Lux aeterna (sopransolo och kör)